# Ríssove (Crimea)
|  | Per a altres significats, vegeu «Ríssovoie». |

Ríssove (en (ucraïnès): Рисове, en rus: Рисовое, Ríssovoie) és un poble de la República Autònoma de Crimea a Ucraïna, que el 2014 tenia 528 habitants. Pertany al districte rural de Krasnoperekopsk. Fins al 1948 la vila es deia Kalantxak.